# Tempio di Ercole (Appia)
Il cosiddetto Tempio di Ercole indicato da Marziale è in realtà un'area archeologica risalente alla civiltà romana situata nel Parco regionale dell'Appia antica all'VIII miglio della via Appia a pochi kilometri dalla Stazione di Santa Maria delle Mole.

## Descrizione e storia
Il poeta latino Marziale nei suoi versi
parla di un tempio di Ercole fatto erigere dall’imperatore Domiziano  all'ottavo miglio della via Appia e anche di una statua di Ercole con le sembianze dell'imperatore stesso. 
Per molto tempo si è ritenuto di poter identificare il tempio citato con imponenti resti di colonne di peperino di tipo tuscanico che, allontanandosi da Roma, si incontrano in un sito sul lato destro della via Appia proprio nei pressi dell'ottavo miglio. Ad essi si riferiva probabilmente Charles Dickens nel 1846 quando visitando Roma e percorrendo la via Appia antica, scriveva di templi in frantumi e di Un deserto di disfatta antichità inenarrabilmente squallido e malinconico, con una storia in ogni pietra che ingombra il terreno. Studi recenti non hanno però confermato questa identificazione. I resti infatti indicano che le colonne formavano un quadrato (quadriportico) con cinque elementi per lato costituenti un edificio di età tardo repubblicana che molto probabilmente serviva come area di sosta per i viandanti. La struttura comprendeva quindici ambienti disposti su tre lati, adibiti ad una funzione commerciale e produttiva. All'ingresso è stato rinvenuto un altare dedicata al dio Silvano, una divinità rustica il cui culto era spesso associato a quello di Ercole. Queste risultanze hanno fatto sì che gli archeologi si siano messi alla ricerca, nell'area circostante, del tempio di cui parlava Marziale . Ufficialmente questo risulta non ancora rintracciato. L'archeologo Marco Bellitto, studioso locale, sembra comunque avere delle idee chiare sulla sua effettiva localizzazione.

### Monumenti prossimi
- Berretta del prete e monumento di Veranio, VIII-IX miglio
- Mausoleo di Gallieno